# Antrag auf Fortführung
Ein Antrag auf Fortführung (teilweise als Fortführungsantrag bezeichnet) ist ein Rechtsmittel im österreichischen Strafprozessrecht, mit dem das Opfer einer Straftat bei Gericht die Fortführung eines eingestellten Ermittlungsverfahrens von der Staatsanwaltschaft verlangen kann.

## Weg des Antrags auf Fortführung
Wenn die Staatsanwaltschaft ein Ermittlungsverfahren gegen einen Beschuldigten einstellt (nach §§ 190–192 StPO), so hat das Tatopfer im Sinne eines ausgeglichenen Rechtsschutzes ein Recht darauf, diese Einstellungsentscheidung gerichtlich prüfen zu lassen. Dies erfolgt mittels eines Antrags, der bei der Staatsanwaltschaft eingebracht und gegebenenfalls vom zuständigen Gericht entschieden wird. Grundsätzlich hat die Staatsanwaltschaft von ihrer Entscheidung, ein Ermittlungsverfahren einzustellen, die Kriminalpolizei, den Beschuldigten und das Opfer zu benachrichtigen. Dem Opfer kommt ab dem Zeitpunkt seiner Benachrichtigung eine 14-tägige Frist zur Stellung eines Fortführungsantrags zu. Falls das Opfer fälschlicherweise nicht von der Einstellung verständigt wurde, erhöht sich diese Frist auf drei Monate ab Einstellung des Verfahrens.
Als eine Ausnahme kann bei bestimmten Ermittlungsverfahren der Rechtsschutzbeauftragte im Bundesministerium für Justiz einen Antrag auf Fortführung stellen. Das betrifft in erster Linie Verfahren der Wirtschafts- und Korruptionsstaatsanwaltschaft, an denen wegen der Bedeutung der Straftat oder der Person des Beschuldigten ein besonderes öffentliches Interesse besteht oder in dem noch nicht hinreichend geklärte Rechtsfragen von grundsätzlicher Bedeutung beurteilt werden. Außerdem kann der Rechtsschutzbeauftragte auch dann einen Antrag auf Fortführung stellen, wenn im Hauptverfahren das Landesgericht zuständig wäre und kein Opfer ermittelt werden konnte. Der Rechtsschutzbeauftragte übernimmt in diesem Fall die Rechte, die dem Opfer zustehen.
Der Antrag auf Fortführung muss vom Opfer begründet werden und kann sich auf drei in § 195 StPO bestimmte Gründe beziehen: Wenn die Einstellung gesetzwidrig erfolgte (Abs 1 Z 1), wenn erhebliche Bedenken gegen die Richtigkeit der Tatsachen bestehen, die der Entscheidung zu Grunde gelegt wurden (Z 2) oder wenn neue Tatsachen oder Beweismittel dargebracht werden (Z 3). Die Staatsanwaltschaft kann dann zunächst von sich aus die Fortführung des Ermittlungsverfahrens veranlassen. Tut sie das nicht, so hat sie den Antrag mit dem betreffenden Strafakt und einer Stellungnahme zur Einstellung an das zuständige Gericht zur Entscheidung zu übermitteln. Das Landesgericht entscheidet in der Folge über den Antrag in Form eines Senats von drei Berufsrichtern. Wenn das Gericht dem Antrag des Opfers stattgibt, so hat die Staatsanwaltschaft das Ermittlungsverfahren jedenfalls fortzusetzen. Gegen die Entscheidung des Gerichts bei Fortsetzungsanträgen gibt es kein Rechtsmittel.
Wenn zu einem Anklagedelikt bereits das Hauptverfahren eröffnet wurde, also nachdem bereits ein Strafantrag oder eine Anklageschrift eingebracht wurde, gibt es nach einer Einstellung keine Möglichkeit auf einen Fortführungsantrag mehr. Wenn die Staatsanwaltschaft in diesem Stadium des Verfahrens von der Verfolgung zurücktritt, so kann das Opfer als Privatbeteiligter die Anklage als Subsidiarankläger aufrechterhalten. Nochmals anders gelagert ist das Vorgehen, wenn die Staatsanwaltschaft im Rahmen einer Diversion von der Verfolgung zurücktritt. In diesem Fall hat das Opfer zwar das Recht, eine Stellungnahme vor dem endgültigen Absehen von der Verfolgung abzugeben, aber kein wie auch immer geartetes Rechtsmittel gegen diese Entscheidung. Ein Antrag auf Fortführung des Ermittlungsverfahrens oder eine Subsidiaranklage sind dann nicht mehr möglich. Ebenfalls keine Möglichkeit auf Einbringung eines Antrags auf Fortführung besteht bei Verfahren gegen Jugendliche oder Junge Erwachsene, die unter das Jugendgerichtsgesetz 1988 fallen. In diesen Fällen steht es dem Opfer gemäß § 44 Abs 2 JGG nicht zu, eine Fortführung des Ermittlungsverfahrens zu verlangen.

## Statistik
Statistisch gesehen wird jährlich eine durchaus nicht geringe Anzahl an Anträgen auf Fortführung eingebracht. So wurden etwa im Jahr 2013 österreichweit 2.652 Anträge auf Fortführung eingebracht. Von diesen wurde bei 258 durch die Staatsanwaltschaft von sich aus das Ermittlungsverfahren wieder aufgenommen. 2.308 Anträge wurden im Jahr 2013 an das Gericht zur Entscheidung weitergeleitet, wovon in 213 Fällen dem Antrag durch das Gericht Folge gegeben wurde. Bei 1.457 Anträgen wurde dem Antrag vom Gericht nicht Folge gegeben, 750 wurden vom Gericht überhaupt (etwa aufgrund formeller Mängel, wie etwa fehlender Opfer-Stellung oder Begründung bzw. Fristüberschreitung) zurückgewiesen. Im selben Zeitraum stellte der Rechtsschutzbeauftragte sechs Fortführungsanträge.
Im Jahr 2008 ergab eine Auswertung des Bundesministeriums für Justiz, dass rund 9 % der Anträge auf Fortführung vom Gericht positiv entschieden wurden. Rechnet man in diese Zahl noch die Fälle mit ein, in denen die Staatsanwaltschaft von sich aus nach Einbringung des Fortführungsantrags das Ermittlungsverfahren fortgesetzt hat, so kommt man österreichweit auf eine Erfolgsquote von Fortführungsanträgen von etwa 14 %.